# La vita futura
La vita futura (Things to Come) è un film del 1936 diretto da William Cameron Menzies.
Si tratta di un film di fantascienza, prodotto da Alexander Korda, liberamente tratto dal romanzo di H. G. Wells The Shape of Things to Come (1933), il quale ebbe un grado di supervisione su ogni aspetto del film. Nelle locandine viene infatti indicato il titolo La vita che verrà - di H. G. Wells, con il nome del produttore indicato in piccolo.
La pellicola narra una serie di eventi futuri che ripercorrono un intero secolo, dal 1936 - anno di distribuzione del film - fino al 2036. Ritenuta una delle più importanti pellicole di fantascienza, "profetizza le devastazioni dell'imminente seconda guerra mondiale ed anticipa una realtà dominata dalla tecnocrazia." Malgrado lo scarso successo all'epoca, fu la più ambiziosa e costosa produzione fantascientifica degli anni trenta.
In Italia è stato distribuito una prima volta nel 1937 dalla Mander Film e una seconda volta nel 1953, con il titolo Nel 2000 guerra o pace? (vita futura), dalla Minerva Film.
Allo stesso romanzo di Wells si ispirerà, assai liberamente, anche il film Il pianeta ribelle (The Shape of Things to Come) del 1979.

## Trama
Nell'immaginaria città anglosassone di Everytown, nel 1940, si assiste allo scoppiare di una seconda guerra mondiale. Un conflitto che durerà decenni, così a lungo che i sopravvissuti non saranno in grado di ricordare i motivi per i quali esso era iniziato. I bombardamenti strategici da entrambe le parti hanno completamente devastato la civiltà umana, che è tornata in una nuova era buia dove il livello tecnologico è pari a quello medioevale, con le carcasse delle automobili trainate dai cavalli. In questo scenario scoppia una pandemia misteriosa chiamata «La piaga errante» o "la febbre vagante", che miete la popolazione.
Con la fine della pandemia, nel 1970 Everytown viene guidata da un signore della guerra locale, Rudolph o il Capo, in costante guerra con il popolo delle colline e ossessionato dall'idea di conquistare alcuni giacimenti di petrolio che potranno produrre carburante per far nuovamente volare gli aerei fermi da tempo. L'equilibrio verrà alterato dall'arrivo di una macchina volante guidata da uno scienziato, John Cabal, peraltro già noto prima dello scoppio della guerra, che porta la notizia di una nuova civiltà scientifica creata nel nord da scienziati e tecnici sopravvissuti. Il Capo non crede a queste parole ma pensa si tratti solo di nemici infiltrati, e rinchiude in carcere il nuovo venuto. Questi verrà liberato dall'arrivo di altre macchine volanti, che faranno uso di gas soporifero, sconfiggendo il tiranno che troverà accidentalmente la morte. La popolazione verrà integrata nella nuova società libera e tecnologicamente avanzata.
Con un balzo di alcuni anni, negli anni 2000, in cui si descrive l'evolvere della nuova società tecnologica e democraticamente avanzata (i costumi ricordano l'antica Grecia) si descrive infine, all'alba di un'avventura spaziale, la lotta tra chi non sopporta più una tecnologia sfrenata e chi invece vuol fare entrare anche i sentimenti nel governo della nazione. Una piccola rivoluzione darà un volto più umano ad una società comunque tesa verso il futuro. Il viaggio verso la Luna rappresenta non solo un traguardo scientifico, ma anche un simbolo della capacità dell'uomo di superare ogni limite

## Produzione
Lo scrittore H. G. Wells ebbe un quasi totale controllo sulle riprese della pellicola, un potere di cui nessuno sceneggiatore aveva mai potuto usufruire. Tuttavia la versione finale del film presenta molti tagli di scene volute dallo scrittore. Gli eventi rappresentati rispecchiano le preoccupazioni dei profeti della guerra aerea, che per l'epoca aveva scarsi precedenti nella prima guerra mondiale. Wells era uno di questi profeti, descrivendo la guerra aerea nei suoi romanzi Anticipations (1901) e La guerra nell'aria (The War in the Air, 1908) e l'uso della bomba atomica ne La liberazione del mondo (The World Set Free, 1914).
La colonna sonora, composta da Arthur Bliss, è parte integrante del film. Wells inizialmente intendeva registrare prima le musiche e quindi girare il film intorno ad esse, ma questo era ritenuto troppo radicale, così l'adattamento fu fatto in modo più tradizionale. La musica del film è divenuta popolare e nel 2003 si potevano contare ancora una mezza dozzina di edizioni.
Gli effetti speciali furono molto curati per gli standard dell'epoca. Durante la sequenza della ricostruzione della città, per oltre cinque minuti si vedono macchine misteriose lavorare, spesso a tempo con le musiche scritte da Bliss.
L'artista ungherese, pittore e fotografo, László Moholy-Nagy venne ingaggiato per le realizzazione di alcune scenografie di Everytown, ma soltanto 90 secondi della sua produzione su pellicola appaiono nel film.

## Distribuzione
La durata della pellicola, in origine di circa 130 minuti, venne poi ridotta a 117' dalla censura britannica. Arrivò poi negli Stati Uniti d'America ulteriormente accorciato a 96 minuti.
Nel 1936 circolò in Regno Unito una ulteriore edizione della durata di 98'. Per la successiva ristampa del 1943 subì ulteriori tagli, arrivando a soli 72 minuti di durata.
La versione italiana, uscita inizialmente col titolo Vita futura, non superava gli 80 minuti.
La pellicola è diventata di pubblico dominio negli Stati Uniti nel 1964. Mentre è ancora soggetta a copyright in Gran Bretagna, Europa e alcuni altri paesi.

## Home Video
Curiosamente, negli Stati Uniti fu distribuita una versione a colori di 92 minuti. Se ne occupò il maestro della stop-motion Ray Harryhausen per la Legend Films, che pubblicò il DVD agli inizi del 2007.
Nel maggio dello stesso anno fu pubblicata nel Regno Unito l'edizione restaurata di quella da 96 minuti ad opera della Network, contenente anche una "Virtual Extended Version" comprendente immagini e fotografie di come poteva essere la versione completa. Nel 2011 fu ripubblicata in versione HD un'edizione in Blu-ray.
Nel 2013 venne alla luce un'ultima edizione (Blu-ray e DVD) con il restauro eseguito dalla Criterion sulla versione da 96 minuti.

### Edizione Italiana
È stato pubblicato in DVD, per la prima volta, nel 2006 con il titolo Things to Come: Vita futura, nella versione da 96 minuti. Ripubblicato nel 2011, dalla Pulp Video, con le stesse caratteristiche ma con il titolo italiano La vita futura.
Successivamente, nel 2014, distribuito in Blu-ray sempre dalla Pulp Video utilizzando il master restaurato dalla Criterion.
Un'ultima pubblicazione (DNA) risale all'anno 2015.

## Accoglienza e critica
La pellicola riscosse scarso successo alla sua uscita, malgrado fosse la più ambiziosa e costosa produzione fantascientifica degli anni trenta; in seguito è stata rivalutata come uno dei più importanti film del genere.
(Fantafilm)

## Citazioni
- Roxana: «Credo che voi uomini non abbiate mai capito le donne. Voi non siete in grado di comprendere la nostra immaginazione.»